# Bahrajn na Letnich Igrzyskach Olimpijskich 1992
Bahrajn na Letnich Igrzyskach Olimpijskich 1992 reprezentowało 10 zawodników, byli to sami mężczyźni.

## Skład kadry

### Lekkoatletyka
- Khaled Ibrahim Jouma
  - bieg na 100 m mężczyzn (odpadł w 1 rundzie eliminacji)
  - bieg na 200 m mężczyzn (odpadł w 1 rundzie eliminacji)

- Abdullah Al-Dosari
  - bieg na 5000 m mężczyzn (odpadł w 1 rundzie eliminacji)
  - bieg na 10000 m mężczyzn (odpadł w 1 rundzie eliminacji)

- Saad Mubarak Ali
  - maraton mężczyzn - 79. miejsce

- Khaled Abdullah Hassan
  - bieg na 110 m przez płotki mężczyzn (odpadł w 1 rundzie eliminacji)

- Rashid Riyadh Al-Ameeri
  - rzut młotem – 26. miejsce

- Youssef Ali Nesaif Boukhamas
  - rzut oszczepem – 31. miejsce

### Kolarstwo
- Saber Mohamed Hasan
  - wyścig indywidualny ze startu wspólnego mężczyzn – nie ukończył

- Jameel Kadhem
  - wyścig indywidualny ze startu wspólnego mężczyzn – nie ukończył

- Jamal Ahmed Al-Doseri
  - wyścig indywidualny ze startu wspólnego mężczyzn – nie ukończył

- Saber Mohamed Hasan
Jameel Kadhem
Jamal Ahmed Al-Doseri
Mamdooh Al-Doseri
  - wyścig drużynowy na czas – 22. miejsce